# Primula barbicalyx
Primula barbicalyx là một loài thực vật có hoa trong họ Anh thảo. Loài này được C.H. Wright miêu tả khoa học đầu tiên năm 1896.